# 楊統領廟
24°41′07″N 120°54′50″E / 24.685325°N 120.913996°E
楊統領廟，是位於臺灣苗栗縣頭份市仁愛里的陰廟，祀拜乙未戰爭陣亡的新楚軍統領楊載雲。

## 歷史沿革
乙未戰爭，楊載雲被令為新楚軍統領，率二營兵北上禦敵，並以頭份義民廟為指揮所，連絡各地義軍計畫反攻竹塹城。但戰火中，楊載雲被部屬從背後射殺，軍士將屍埋於頭份打醮坪，稱為「楊大人之墓」。《讓臺記》載：「論者悲楊之過，未嘗不服其勇也，今遺塚在頭份山上，士人虔奉，香火不絕焉。」

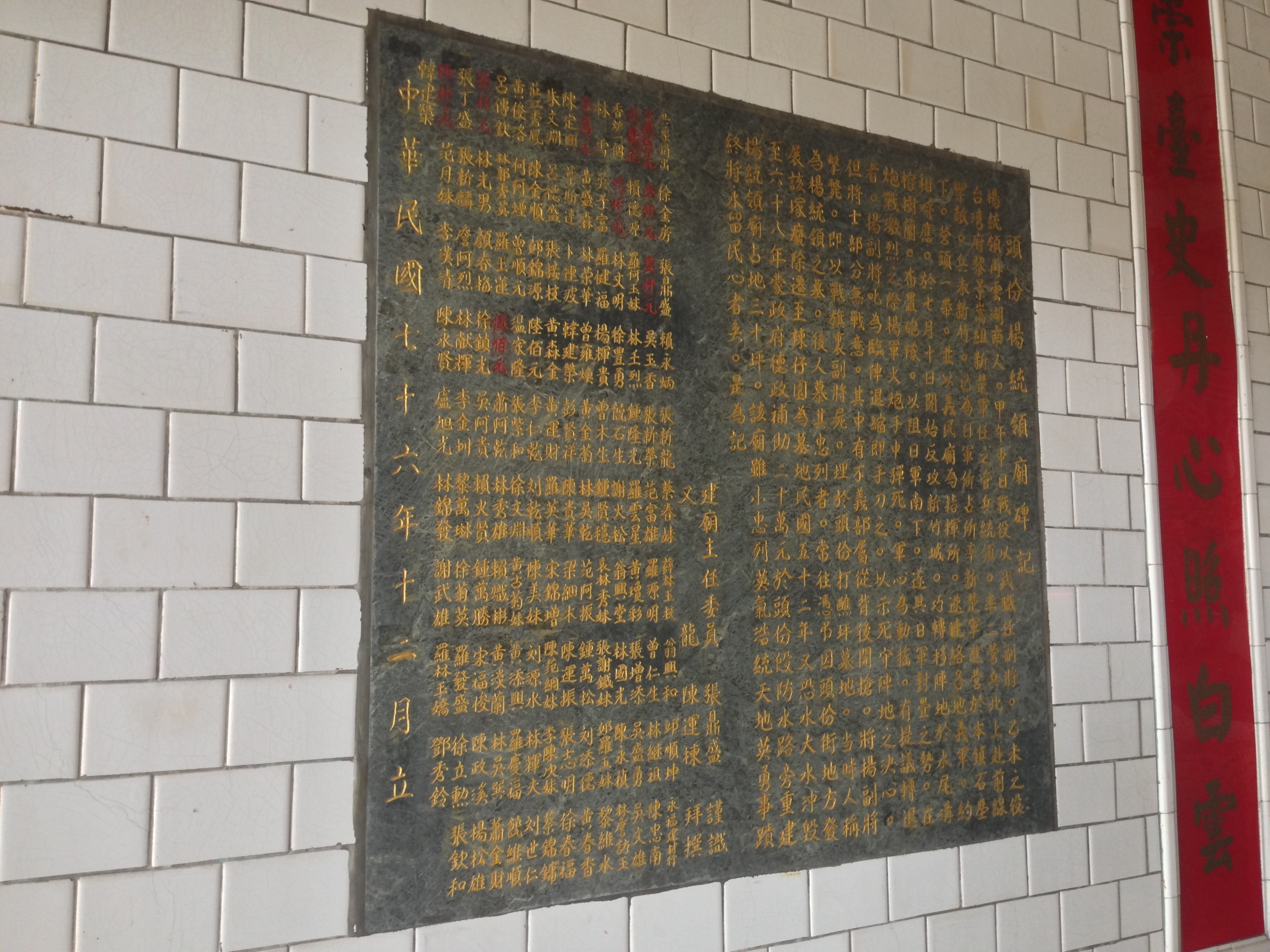
楊統領廟主祀雖已奉祀多年，廟碑記寫楊統領為湖北人，但文獻記載或鄉野傳說多謂其年籍不詳，學術界也曾為其為湖南人或湖北人爭論，李元簇考據為湖南湘潭人。

原屍骨埋葬於竹南鎮頂大埔（現為大眾廟），後來陳海光兄弟將其骨骸遷往石璺下，1931年頭份信士再遷葬到頭份棘子園墓地。1963年9月12日葛樂禮颱風來襲後，地方人士將墓內統領帽和骨罈移往頭份鎮公所車棚內暫厝，稍後並移往附近大眾廟，計畫將統領帽加框供奉，帽上的玉石卻遭人偷竊遺失。
興建高速公路時，大眾廟遭拆除，地方人士再向內政部申請補助廿萬元重建。1978年頭份善信在濱江街建楊統領廟，占地三十坪，位在仁愛里的頭份義民廟附近，與萬善爺合祠。農曆七月初三，大眾爺生，此廟會舉行中元普度法會。1985年，暫列二級古蹟的楊載雲墓因被遷建，喪失原古蹟地的歷史、人文背景，解除古蹟列管。
當地仁愛里長張家聲自2002年5月發願，固定打掃頭份福德祠、頭份義民廟、渡船伯公、田頭伯公、楊統領廟及寶山鄉的一座伯公廟。2009年，政府在楊統領廟附近建立徐驤紀念公園，讓兩者相互輝映。2015年，乙未年事件120週年，苗栗縣政府舉辦名為「追尋歷史巡禮，重現苗栗乙未地景」活動，將吳湯興起義誓師地的銅鑼天后宮、徐驤紀念公園、楊統領廟、頭份義民廟、苗栗客家文化園區等地列為參觀地點。 

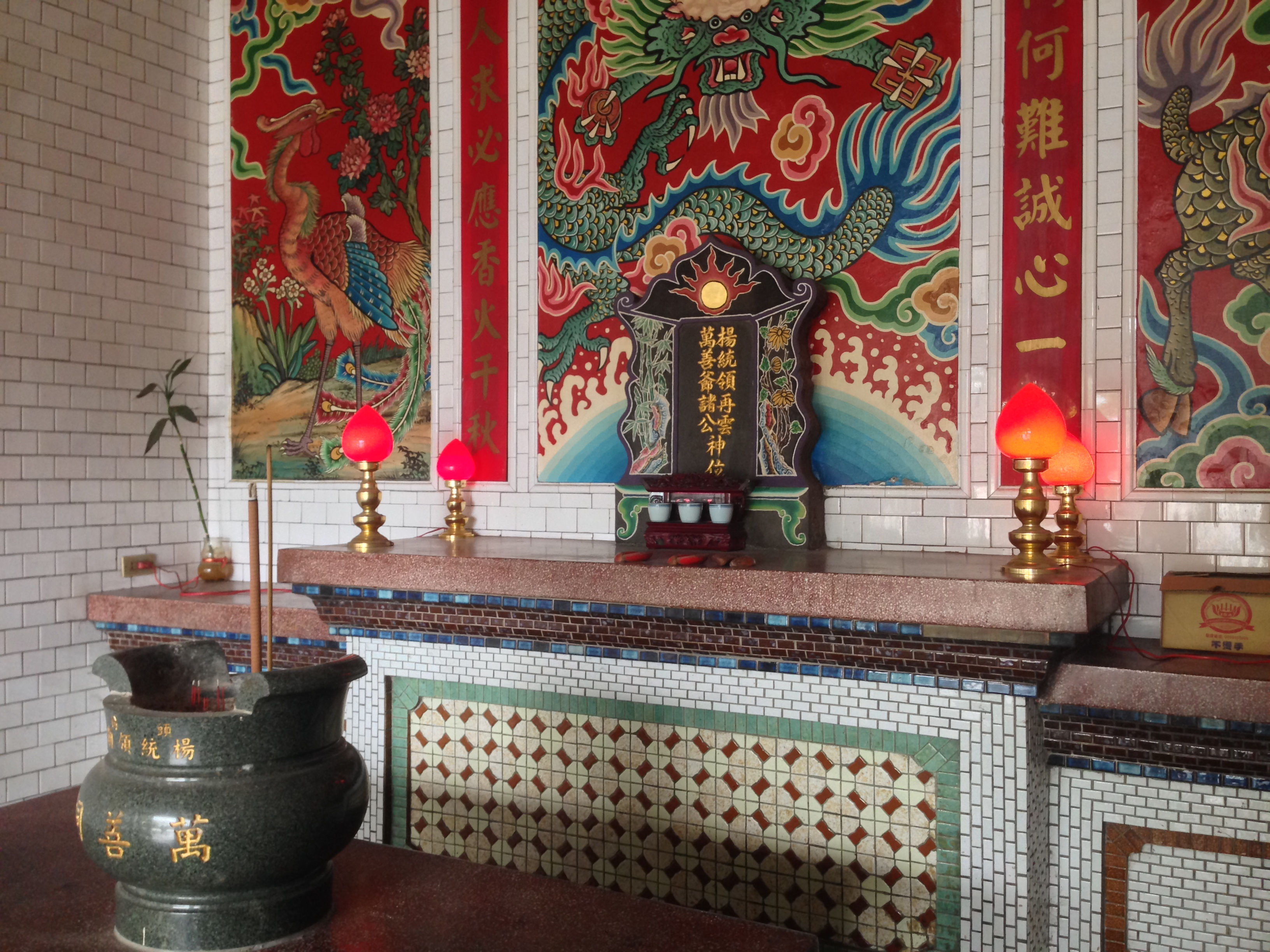
楊統領廟牌位

## 其他廟宇
在北埔鄉大湖口曾有祭祀楊載雲的楊大人廟，鄉人姜金寶還為此被日人逮捕，改以埔尾村往寶山路附近的軍大人廟的名義祭祀，後楊大人廟久失修傾倒，神位移至北埔慈天宮。南鄉中港溪畔的楊大人廟，則是葛樂禮颱風後被毀，改至一塊巨石下安奉。在新北市土城區有建廟說法不一的楊大人廟，後已合併成永寧福德宮。